# مارك ماي (لاعب كرة قدم أمريكية)
مارك ماي (بالإنجليزية: Marc May)‏ هو لاعب كرة قدم أمريكية أمريكي، ولد في 1956 في شيكاغو في الولايات المتحدة.

## وصلات خارجية
- مارك ماي على موقع مرجع كرة القدم المحترفة.كوم (الإنجليزية)
- مارك ماي على موقع JustSportsStats.com (الإنجليزية)